# Kancelaria Apostolska
Kancelaria Apostolska – w przeszłości jeden z najważniejszych urzędów w Kurii Rzymskiej.

## Historia urzędu
Istnienie kancelarii papieskiej jest poświadczone już w IV stuleciu. Była ona wówczas zorganizowana jako kolegium notariuszy, na czele których stał primicerius, którego z kolei wspomagał secundicerius. Do ich zadań należało redagowanie papieskich dokumentów, zajmowali się też archiwami. Nie później niż w pocz. VIII wieku primicerius został zastąpiony przez Bibliotekarza św. Kościoła Rzymskiego W XI i XII wieku urząd ten przeważnie zajmowali kardynałowie, dla wielu z nich (Fryderyk Lotaryński, Giovanni Coniulo, Gerardo Caccienemici, Rolando Bandinelli, Alberto di Morra) był on swoistą „odskocznią” do papieskiego tronu. W połowie XII wieku urząd Bibliotekarza przekształcił w urząd kanclerza (jeśli sprawował go kardynał), jednak często przez długi czas bywał on nieobsadzony. W tym czasie obowiązki kanclerza wykonywał duchowny spoza kolegium kardynalskiego, tytułowany najczęściej jako wicekanclerz. Z uwagi na długotrwałość tej praktyki nazwa ta utrwaliła się i używano jej nawet, jeśli w trakcie urzędowania dochodziło do promocji kardynalskiej dla wicekanclerza. Począwszy od pontyfikatu Jana XXII (1316–34) urząd wicekanclerski był powierzany wyłącznie kardynałom.
Wzrost aktywności papieży w zakresie wydawania bull, dekretów i innych dokumentów pociągał za sobą rozrost kancelarii papieskiej. W XIII wieku obok notariuszy (od XIV stulecia zwanych protonotariuszami apostolskimi) pojawiają się także abbreviatores, correctores, scriptores i plumbstores, grupowani w kolegia. Od 1377 powoływany był – jako zastępca kardynała-wicekanclerza – regent Kancelarii Apostolskiej (jako pierwszy funkcję tę sprawował arcybiskup Bartolomeo Prignano). Szczyt potęgi Kancelarii przypada na wiek XV i pocz. XVI, kiedy urząd wicekanclerza Kościoła był uważany za najważniejszy urząd w Kościele zaraz po papieżu. W tym czasie do jej kompetencji należały wszelkie sprawy finansowe Stolicy Apostolskiej, sprawy związane z beneficjami kościelnymi, a nawet udzielaniem odpustów i dyspens. Papież Klemens VII, który poprzednio sam był wicekanclerzem, w 1532 przypisał do tej funkcji tytuł prezbiterialny S. Lorenzo in Damaso, który kardynałowie-wicekanclerze mieli zachowywać nawet jeśli przechodzili do rangi kardynałów-biskupów. Dyspozycję tę zatwierdził papież Sykstus V.
Zarazem jednak przełom XV i XVI wieku to początek stopniowego przejmowania kompetencji Kancelarii przez inne urzędy, takich jak utworzony właśnie w tym czasie Sekretariat Listów Apostolskich, i w konsekwencji schyłku jej znaczenia. Wewnątrz Kancelarii funkcje protonotariuszy niemal w całości przejęły kolegia abbreviatores litterarum apostolicarum, natomiast pozostałe kolegia stopniowo zanikały. Papież Pius X w 1908 roku konstytucją Sapienti Consilio przeprowadził gruntowną reformę kancelarii, przywracając tytuł kanclerza i znacząco zredukował cały urząd, pozostawiając w jego składzie: kardynała-kanclerza, regenta, kolegium protonotariuszy apostolskich (którzy ponownie przejęli funkcje zniesionego kolegium abbreviatores), notariusza, sekretarza, archiwistę, protokolanta i 4 piszących pod dyktando sekretarzy. Jej kompetencje zostały ograniczone do redagowania – zgodnie ze wskazówkami papieża lub odpowiednich kongregacji – dekretów kanonizacyjnych, bull dotyczących niektórych beneficjów, tworzenia nowych diecezji i kapituł i kilku innych ważniejszych spraw Kościoła.
Papież Paweł VI w motu proprio „Quo aptius” z 27 lutego 1973 zlikwidował Kancelarię Apostolską i urząd kardynała-kanclerza, przekazując ich kompetencje do Sekretariatu Stanu.

## Lista kanclerzy i wicekanclerzy Świętego Kościoła Rzymskiego od 1042 roku

### Kanclerze (do XIII wieku)
Przed 1144 rokiem wielu kanclerzy używało archaicznego tytułu bibliothecarius, a nie cancellarius
- Piotr (1042-1050)
- Udo von Toul (1050-1051)
- Friedrich von Lothringen (1051-1057)
- Humbert z Silva Candida, bibliothecarius (1057-1061)
- Bernardo da Benevento (1061-1062)
- Mainardo z Pomposa, bibliothecarius (1062-1063)
- Piotr, bibliothecarius (1063-1084)
- Bruno z Segni, bibliothecarius  (1087)
- Giovanni Coniulo, bibliothecarius (1088-1118)
- Crisogono, bibliothecarius (1118-1122)
- Vacat (1122-1123)
  - Hugo, subdiakon (1122-1123)
- Aymeric de la Chatre (1123-1141)
- Sasso de Anagni (obediencja Anakleta II, 1130-1131/33)
- Mateusz (obediencja Anakleta II, 1131/33-1137/38)
- Gerardo Caccianemici, bibliothecarius (1141-1144)
- Vacat (1144-1145)
  - Baroniusz (1144 jako kapelan i skryptor, 1144-1145 jako subdiakon)
- Robert Pullen (1145-1146)
- Guido Pisano (1146-1149)
- Vacat (1149-1153)
  - Boso, skryptor (1149-1153)
- Rolando Bandinelli (1153-1159)
- Giovanni Morrone (obediencja „wiktoryńska”, 1162-1167)
- Marino z Tusculum (obediencja wiktoryńska, 1170-1174/78)
- Vacat (1159-1178)
  - Ermanno (1159-1165 jako subdiakon i notariusz; 1165-1166 jako kardynał)
  - Gerard, notariusz (1166-1168)
  - Graziano da Pisa, notariusz i subdiakon (1168-1178)
- Alberto di Morra (1178-1187)
- Vacat (1187-1205)
  - Moyses, wicekanclerz (1187-1191)
  - Egidio de Anagnia, kardynał (1191-1194)
  - Cencio, kamerling i kardynał (1194-1198)
  - Rainaldo di Acerenza, wicekanclerz (1198-1200)
  - Biagio di Porto Torres, subdiakon i notariusz (1200-1203)
  - Giovanni da Ferentino (1203-1204 jako notariusz i subdiakon; 1204-1205 jako kardynał)
- Giovanni dei Conti di Segni (1205-1213)
- Vacat od 1213
  - Rainaldo Magallona, kapelan i akolita (1213-1214)
  - Tommaso da Capua (1215-1216 jako subdiakon i notariusz; 1216 jako kardynał)
  - Rainiero, wicekanclerz (1216-1219)
  - Wilhelm z Modeny, wicekanclerz (1219-1222)
  - Guido, kapelan i notariusz (1222-1226)
  - Sinibaldo Fieschi (1226-1227 jako audytor litterarum contradictarum; 1227 jako wicekanclerz)
  - Martino z Sens, wicekanclerz (1227-1232)
  - Bartolomeo, wicekanclerz (1232-1235)
  - Guglielmo, wicekanclerz (1235-1238)
  - Giacomo Boncampio, wicekanclerz (1239-1244)
  - Marinus de Eboli, wicekanclerz (1244-1252)
  - Guglielmo di Catadego, wicekanclerz (1252-1256)
  - Rainaldo, wicekanclerz(1256-1257)
  - Giordano Pironti, wicekanclerz (1257-1262)
  - Michał z Tuluzy, wicekanclerz (1262-1271)
  - Giovanni Leccacorvo, wicekanclerz (1272-1274)
  - Lanfranco di Bergamo, wicekanclerz (1274-1276)
  - Pietro Peregrossi, wicekanclerz (1276-1288)
  - Jean Le Moine, wicekanclerz (1288-1294)
  - Giovanni Castrocoeli, wicekanclerz (1294-1295), od 1294 kardynał
  - Pietro Valeriano Duraguerra, wicekanclerz (1295-1296), kardynał od 1295
  - Riccardo Petroni, wicekanclerz (1296-1300), od 1298 kardynał
  - Pietro Valeriano Duraguerra (ponownie), wicekanclerz i kardynał (1300-1301)
  - Papiniano della Rovere, wicekanclerz (1301-1305)
  - Pierre Arnaud de Puyanne, wicekanclerz i kardynał (1305-1306)
  - Petrus de Podio, wicekanclerz (1306-1307)
  - Arnaud Nouvel, wicekanclerz i kardynał (1307-1316)
  - Gauscelin de Jean, wicekanclerz (1316-1319), kardynał od 1316
  - Pierre Le Tessier, wicekanclerz (1319-1325), kardynał od 1320

### Kardynałowie wicekanclerze
- Pierre Despres (1325-1361)
- Pierre de Monteruc (1361-1385[2])
  - Bartolomeo Prignano (regent Kancelarii Apostolskiej 1377-1378)

| Obediencja rzymska (1378-1415) - Renoul de Monteruc (regent Kancelarii Apostolskiej 1378-1381, wicekanclerz 1381-1382) - Francesco Moricotti (1382-1394) - Vacat (1394-1405) - Bartolomeo Francesco de la Capra (regent Kancelarii 1394-1405) - Angelo Acciaioli (1405-1408) - Vacat po 1408 - Niccolò de Vincione (regent Kancelarii 1409-1413) - Rotherius de Balhorn (regent Kancelarii 1413-1415) | Obediencja awiniońska (1378-1423) - Jacques de Mantenay (1385-1391) - Jean de Brogny (1391-1408) - Vacat po 1408 - Jean de Costa (regent Kancelarii 1408-1409 - Guigo Flandrin (regent Kancelarii 1409-1418) |

Po Soborze w Pizie (1409)
- Jean de Brogny (1409-1426)
  - Jean de la Rochetaillée (regent Kancelarii 1421)
  - François de Meez (regent Kancelarii 1422)
- Vacat (1426-1431)
  - François de Meez (regent Kancelarii 1426-1428)
  - Gerard Faidit (regent Kancelarii 1428-1431)
  - Blasius Molino (regent Kancelarii 1431)
- Jean de la Rochetaillée (1431-1437)
  - Blasius Molino (regent Kancelarii 1432-1435)
- Francesco Condulmer (1437-1453)
  - Cristoforo di San Marcello (regent Kancelarii 1444)
  - Onofrio Francesco (regent Kancelarii 1444-1446)
- Vacat (1453-1457)
  - Berardo Eroli (regent Kancelarii 1453-1455)
  - Juan de Mella (regent Kancelarii 1455-1457, kardynał od 1456)
- Rodrigo de Borja y Borja (1457-1492)
- Ascanio Maria Sforza Visconti (1492-1505)
  - Juan de Borja, prowicekanclerz (1500-1503)
- Galeotto Franciotti della Rovere (1505-1508)
- Sisto Gara della Rovere (1508-1517)
- Giulio de’ Medici (1517-1523)
- Pompeo Colonna (1524-1532)
  - Francesco Armellini Pantalassi de’ Medici, prowicekanclerz (1526-1527)
- Ippolito de’ Medici (1532-1535)
- Alessandro Farnese (1535-1589)
- Alessandro Peretti de Montalto (1589-1623)
- Ludovico Ludovisi (1623-1632)
- Francesco Barberini (1632-1679)
- Vacat (1679-1689)
- Pietro Ottoboni (1689-1740)
- Tommaso Ruffo (1740-1753)
- Girolamo Colonna di Sciarra (1753-1756)
- Alberico Archinto (1756-1758)
- Carlo Rezzonico (1758-1763)
- Henry Benedict Stuart of York (1763-1807)
- Francesco Carafa di Traetto (1807-1818)
- Giulio Maria della Somaglia (1818-1830)
- Tommaso Arezzo (1830-1833)
- Carlo Odescalchi (1833-1834)
- Carlo Maria Pedicini (1834-1843)
- Tommaso Bernetti (1844-1852)
- Luigi Amat di San Filippo e Sorso (1852-1878)
- Antonio Saverio De Luca (1878-1883)
- Teodolfo Mertel (1884-1899)
- Lucido Maria Parocchi (1899-1903)
- Antonio Agliardi (1903-1908)

### Kardynałowie kanclerze 1908-1973
- Antonio Agliardi (1908-1915)
- Ottavio Cagiano de Azevedo (1915-1927)
- Andreas Frühwirth, OP (1927-1933)
- Tommaso Pio Boggiani, OP (1933-1942)
- Celso Costantini (1954-1958)
- Santiago Luis Copello (1959-1967)
- Luigi Traglia (1968-1973)

1973 – urząd zostaje skasowany przez papieża Pawła VI